# Bangrin (Sabcé)
Pour les articles homonymes, voir Bangrin.
Bangrin est une localité située dans le département de Sabcé de la province du Bam dans la région Centre-Nord au Burkina Faso. 

## Géographie
Bangrin est situé à 2 km à l'est de Sabcé, le chef-lieu du département, dont elle constitue un village satellite et de la route nationale 22.

## Éducation et santé
Le centre de soins le plus proche de Bangrin est le centre de santé et de promotion sociale (CSPS) de Sabcé tandis que le centre médical avec antenne chirurgicale (CMA) de la province se trouve à Kongoussi.
Depuis 2013, Bangrin possède un collège d'enseignement général (CEG) financé en coopération par le Conseil départemental de la Seine-Maritime. Le village a par ailleurs établit un partenariat avec la commune normande de Forges-les-Eaux.